# Franz Loidl
Franz Loidl (* 16. März 1905 in Ebensee, Oberösterreich; † 26. Juli 1987 in Payerbach, Niederösterreich) war ein österreichischer katholischer Priester,  Kirchen-, Heimat- und Kulturhistoriker sowie Autor.

## Leben
Franz Loidl wurde 1931 zum Priester geweiht. Nach seiner Habilitierung im Jahre 1941 war Loidl bis 1945 gleichzeitig Kaplan der Wiener Pfarrei Sankt Augustin sowie Standort- und Lazarettpfarrer des Wehrkreises XVII. In dieser Funktion begleitete er viele zum Tode Verurteilte zur Hinrichtung und spendete ihnen den letzten Trost. Bei Kriegsende befand sich Franz Loidl in Ebensee und betrat auf der Suche nach inhaftierten Priestern am 8. Mai 1945 erstmals das befreite KZ Ebensee. In den folgenden zwei Wochen war er fast täglich dort. Ihm sind eindrucksvolle Bilder des Lagers nach der Befreiung zu verdanken.
Seine Habilitation schrieb Loidl 1946 an der Universität Wien über Kirchengeschichte und Patrologie. Nachdem er 1950 außerordentlicher Universitätsprofessor an der theologischen Fakultät in Wien geworden war, übernahm er von 1953 bis 1975 den Lehrstuhl für Kirchengeschichte und Patrologie an der Universität in Wien. Von 1958 bis 1965 war er Direktor des Wiener Diözesanarchivs. Er war seit der Gründung des Dokumentationsarchives des österreichischen Widerstandes (DÖW) dessen Vorstandsmitglied. Dieses Engagement war wohl in erster Linie geprägt von den Eindrücken im befreiten KZ Ebensee.

## Ehrungen
- Franz Loidl war Päpstlicher Hausprälat.
- Die Republik Österreich verlieh Franz Loidl 1980 den Karl-von-Vogelsang-Staatspreis für Geschichte der Gesellschaftswissenschaften.

## Schriften
- Menschen im Barock. Abraham a Santa Clara über das religiös sittliche Leben in Österreich in der Zeit von 1670–1710. L. Krempel, Wien 1938.
- Entweihte Heimat. K.Z. Ebensee. Wels 1946. Neuauflage: Wiener Kath. Akad., Wien 1985.
- Geschichte des Erzbistums Wien. Herold, Wien 1983.